# Округ Бивер (Оклахома)
Округ Бивер (енгл. Beaver County) је округ у америчкој савезној држави Оклахома.

## Демографија
По попису из 2010. године број становника је 5.636, што је 221 (-3,8%) становника мање него 2000. године.
| Група             | 2000.         | 2010.         |
| Белци             | 5.072 (86,6%) | 4.313 (76,5%) |
| Афроамериканци    | 17 (0,3%)     | 44 (0,8%)     |
| Азијати           | 6 (0,1%)      | 7 (0,1%)      |
| Хиспаноамериканци | 630 (10,8%)   | 1.135 (20,1%) |
| Укупно            | 5.857         | 5.636         |